# Testo Junkie
Testo Junkie (em castelhano: Testo yonqui), publicado em inglês com o subtítulo Sex, Drugs, and Biopolitics in The Pharmacopornographic Era, é um livro do escritor e filósofo Paul B. Preciado. Descrito como uma "auto-teoria", foi publicado originalmente em espanhol no ano de 2008. Testo Junkie narra a experiência multifacetada e liminar de Preciado enquanto esteve sob tratamento hormonal com testosterona de uso tópico, um ato político e performativo, enquanto trabalhava em Paris, bem como aborda perspectivas que interconectam temas como indústria farmacêutica, pornografia e capitalismo.

## Esboço e conceito
De acordo com Preciado, Testo Junkie é um "corpo-ensaio", no qual escreve sobre o uso da testosterona como forma de desfazer o gênero inscrito no corpo pela mercantilização e controle capitalista da sexualidade e da reprodução, um processo que transcende à norma social esperada com a transição de gênero. Além disso, Testo Junkie é uma homenagem ao escritor francês Guillaume Dustan, amigo gay próximo de Preciado que contraiu AIDS e morreu de overdose acidental de um medicamento que estava tomando. No livro, Preciado também relata as mudanças em seu corpo, devido ao tratamento com testosterona, por meio das lentes de um caso com sua então amante, a escritora francesa Virginie Despentes, mencionada como "VD".
Sexo e sexualidade são temas importantes no livro, visto que seu ponto de partida retoma discussões da obra História da Sexualidade (1976-1984), de Michel Foucault, e das obras de Judith Butler. Testo Junkie é uma história política sobre as tecnologias reprodutivas, incluindo contraceptivos orais, viagra, drogas usadas em doping, fluoxetina e a história do uso clínico dos hormônios testosterona e estrogênio, que se conectam ao próprio uso de fármacos de Preciado.

### Capitalismofarmacopornográfico
No livro, Preciado cunha o conceito de era farmacopornográfica, termo baseado em sua ideia de que a indústria farmacêutica, a indústria pornográfica e o capitalismo tardio estão cada um integrados pelos ciclos capitalistas de controle reprodutivo e social por meio da regulação dos corpos. A era farmacopornográfica se enquadra no contexto de uma crítica ao capitalismo e a suas estratégias políticas, sociais e econômicas globais.